# NGC 4184
NGC 4184 је расејано звездано јато у сазвежђу Крст које се налази на NGC листи објеката дубоког неба.
Деклинација објекта је - 62° 42' 47" а ректасцензија 12h 13m 32,5s. Привидна величина (магнитуда) објекта NGC 4184 износи 12,1. NGC 4184 је још познат и под ознакама ESO 130-SC10, OCL 877.